# Amalia Streitel
Maria Francesca della Croce, al secolo Amalia Streitel (Mellrichstadt, 24 novembre 1844 – Castel Sant'Elia, 6 marzo 1911), è stata una religiosa tedesca, fondatrice delle Suore della Santissima Madre Addolorata; nel 2010 è stata proclamata venerabile da papa Benedetto XVI.

## Biografia
Amalia Streitel nacque a Mellrichstadt il 24 novembre 1844, primogenita di quattro figli di Adam Streitel e di sua moglie Franziska Horhammer. In tenera età si appassionò al ricamo e dopo gli studi elementari venne inviata a studiare all'istituto francescano Maria Stern di Augusta dove si diplomò, eccellendo in particolare in materie come la lingua francese e la musica.
La Streitel era intenzionata a divenire insegnante, ma all'età di diciassette anni decise invece di scegliere  la vita religiosa. I suoi genitori si opposero a tale scelta sino ai suoi 21 anni. Nel settembre del 1866 fece ritorno all'istituto francescano di Augusta e lì fece la sua professione di fede come novizia, assumendo poi il nome di "Suor Maria Angela" nel giugno del 1867. Nel 1868 iniziò ad insegnare francese, musica e ricamo agli studenti di un convento a Monaco di Baviera. Dal 1872 al 1880 fu direttrice di un orfanotrofio a Monaco.
Nel 1882 decise di dedicarsi più attivamente alla vita religiosa in contemplazione ed eremitaggio, trasferendosi nel convento dei carmelitani di Würzburg dove prese il nome di "suor Petra". In quel convento però si rese conto che la sua vocazione non era quella della vita contemplativa in monastero, bensì l'apostolato attivo tra le persone.
Dal 1883 si trasferì allora a Roma per assistere padre Francesco Maria della Croce e collaborare con l'ordine da lui fondato. Assieme, i due religiosi fondarono un'altra comunità, la Società delle Sorelle dell'Insegnamento Cattolico. Dopo aver preso i voti presso padre Francesco Maria, Amalia ottenne infine il nome di "Maria Francesca della Croce". Le regole alle quali si attenne furono contraddistinte da notevole severità per la povertà evangelica e l'austerità di vita, anche se padre Francesco Maria le consigliò di allentare quelle regole dovendo impegnarsi nel mondo della carità, negli ospedali, nelle scuole e nelle missioni.
Il 4 ottobre 1885 Amalia Streitel decise di fondare in autonomia una nuova comunità religiosa. Papa Leone XIII approvò la fondazione  delle Suore della Santissima Madre Addolorata il cui statuto venne poi approvato in via definitiva da papa Pio X dopo la morte della suora. Lo statuto del nuovo ordine univa i punti carismatici dei carmelitani e quelli dei francescani.
Amalia Streitel morì il 6 marzo 1911. Il suo ordine si espanse successivamente anche in Africa ed in Sudamerica.

## Processo di beatificazione
La beatificazione di suor Maria Francesca della Croce ha visto due distinti processi iniziare, l'uno presso Civita Castellana nel 1937 promosso dall'allora vescovo Santino Margaria su sprone di mons. Luigi Maria Olivares, vescovo di Sutri e Nepi (poi anch'egli proclamato venerabile dalla chiesa cattolica) e l'altro a Würzburg; entrambi i processi ricevettero formale ratifica nel 1952. La positio venne presentata alla Congregazione delle Cause dei Santi nel 2004 ed il 27 marzo 2010 papa Benedetto XVI ne ha riconosciuto le virtù eroiche conferendole il titolo di venerabile.